# Simulium elburnum
Simulium elburnum es una especie de insecto del género Simulium, familia Simuliidae, orden Diptera.
Fue descrita científicamente por Rubtsov & Carlsson, 1965.